# José Martinessi
Francisco José Martinessi Real (Asunción, 10 ottobre 1950 – 26 aprile 2008) è stato un cestista paraguaiano.
Era il fratello di Milcíades Martinessi.

## Carriera
Con il Paraguay ha disputato i Campionati del mondo del 1967, segnando 48 punti in 8 partite.